# Gorsachius
Gorsachius Bonaparte, 1855 è un genere di uccelli della famiglia degli Ardeidi.

## Tassonomia
Il genere comprende le seguenti specie:
- Gorsachius magnificus (Ogilvie-Grant, 1899) - nitticora magnifica
- Gorsachius goisagi (Temminck, 1836) - nitticora giapponese
- Gorsachius melanolophus (Raffles, 1822) - nitticora della Malesia
- Gorsachius leuconotus (Wagler, 1827) - nitticora dorsobianco